# Ulomyia cognata
Ulomyia cognata és una espècie d'insecte dípter pertanyent a la família dels psicòdids que es troba a Europa: les illes Britàniques, França, Alemanya, Finlàndia, Itàlia, Àustria, Txèquia, Eslovàquia i Hongria.